# Ivan Šadr
Ivan Šadr (in russo Иван Шадр?), pseudonimo di Ivan Dmitrievič Ivanov (in russo Ива́н Дми́триевич Ивано́в?; Taktaši, 11 febbraio 1887, 30 gennaio del calendario giuliano – Mosca, 3 aprile 1941), è stato uno scultore russo, poi sovietico, il cui pseudonimo deriva dal nome della città di Šadrinsk.

## Biografia
Ivan Dmitrievič Ivanov nacque l'11 febbraio (30 gennaio del calendario giuliano) del 1887, a Taktaši, nell'uezd di Čeljabinsk, nel governatorato oremburghese, nell'impero russo (oggi nel Miškinskij rajon, nell'oblast' di Kurgan, nella Federazione russa). Suo padre, Dmitrij Evgrafovič Ivanov (1862-1926), era un falegname.
Šadr (il cui pseudonimo all'epoca era riportato in italiano come "Sciadr") studiò alla scuola artistica e industriale di Ekaterinburg dal 1903 al 1907, e dal 1907 al 1908 alla scuola di disegno della società imperiale per l'incoraggiamento delle arti a San Pietroburgo, dove il celebre Nikolaj Konstantinovič Rerich fu il suo insegnante. Egli proseguì la sua formazione presso Auguste Rodin ed Émile-Antoine Bourdelle a Parigi (1910–1911) e a Roma (1911–1912).
Dal 1914 al 1917, egli lavorò per il produttore cinematografico Aleksandr Alekseevič Chanžonkov. Nel 1918, egli si recò a Omsk per portare la sua famiglia a Mosca, ma rimase in questa città fino al 1921. Lì tenne delle conferenze sull'arte.

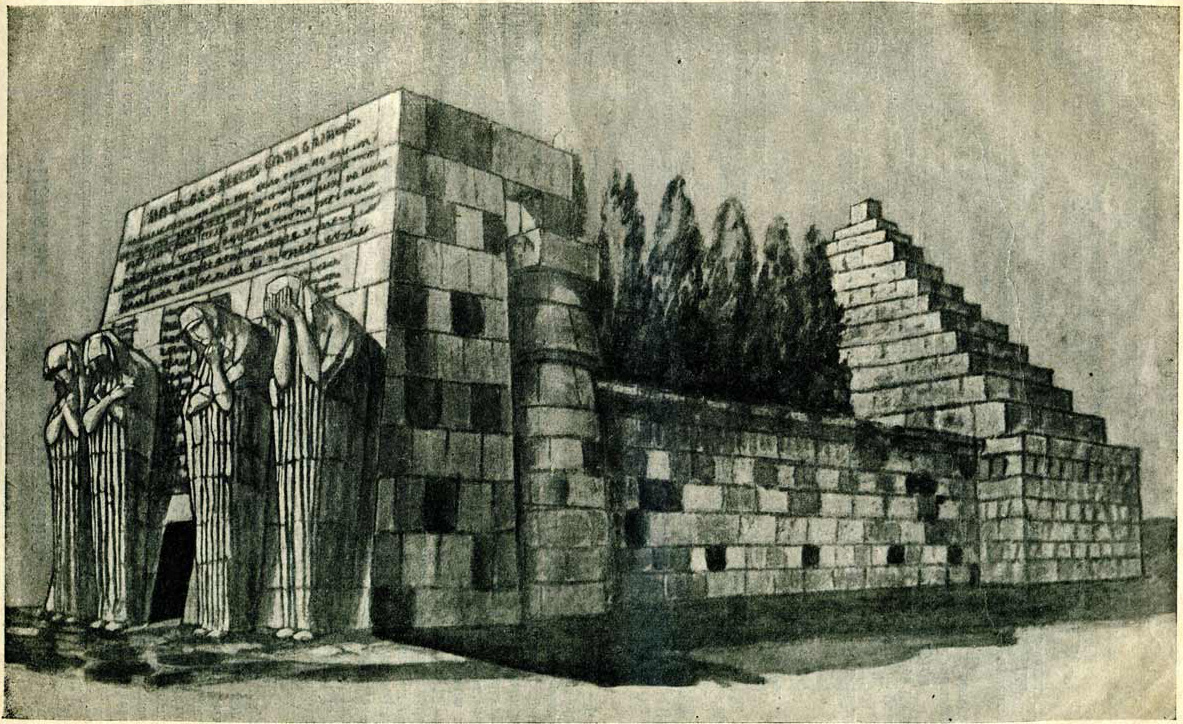
Il progetto per il Monumento alla sofferenza mondiale, del 1916.

Le prime opere di Šadr, come il progetto per il Monumento alla sofferenza mondiale (1916), furono realizzate secondo i principi dell'Art Nouveau. Dopo la rivoluzione del 1917 egli partecipò attivamente alla realizzazione del piano monumentale di propaganda, e, in particolare, scolpì dei rilievi che ritraevano le guide ideologiche socialiste Karl Marx, Karl Liebknecht, e Rosa Luxemburg, oltre a sedici monumenti diversi a Vladimir Lenin.
In questi anni le caratteristiche dello stile di Šadr si consolidarono: un'organizzazione romantica ed elevata delle figure e una composizione tipica, emotiva e dinamica. Tra le sue opere più famose e caratteristiche ci sono La selce è l'arma del proletariato (1927) e la Ragazza col remo (1936), la cui versione più celebre si trovava nel Gor'kij park di Mosca ed è andata distrutta.
Negli anni 1920, assieme allo scultore Pëtr Taëžnyj, Šadr creò uno dei primi progetti per l'ordine di Lenin, la più alta onorificenza sovietica. Šadr lavorò anche per Goznak, anche nella progettazione dei nuovi soldi sovietici che includevano i simboli dell'epoca: un lavoratore, un contadino e un soldato dell'armata Rossa. Queste sculture, notevoli per i loro personaggi vigorosi e dinamici, si possono ammirare attualmente nel museo russo (i modelli in gesso) e nella galleria Tret'jakov (le sculture di bronzo).
Šadr morì a Mosca e nel 1952 ricevette postumo il premio Stalin. È sepolto nel cimitero di Novodevičij a Mosca, dove una sua opera scultura si può ammirare presso la tomba di Nadežda Allilueva, la seconda moglie di Stalin, e presso la tomba del regista teatrale Vladimir Nemirovič-Dančenko.

## Opere scelte

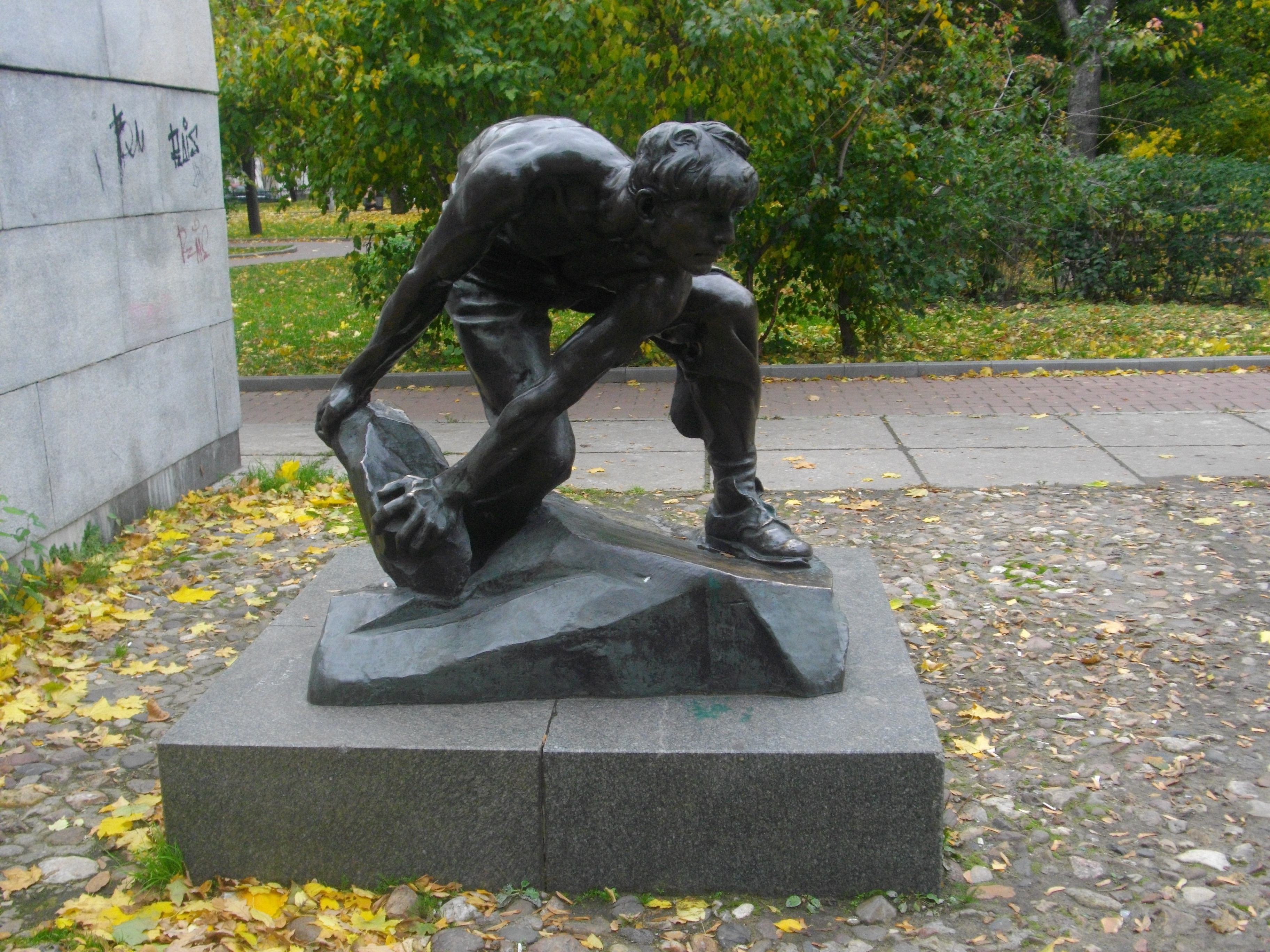
La selce è l'arma del proletariato, (versione eretta nel 1967 nel Park Dekabr'juskogo vosstannja, a Mosca).

- La selce è l'arma del proletariato, bronzo, 1927, varie versioni
- Una statua colossale di Lenin alla centrale idroelettica di Zemo-Avčalsk (ZAGES), vicino Tibilisi, 1927, rimossa nel 1991[5]
- Ragazza col remo, varie versioni create tra il 1935 e il 1936
- Progetto per il monumento a Gor'kij a Mosca (realizzato da Vera Ignat'evna Muchina nel 1951)[8]